# Allothele caffer
Allothele caffer är en spindelart som först beskrevs av Pocock 1902.  Allothele caffer ingår i släktet Allothele och familjen Dipluridae. Inga underarter finns listade i Catalogue of Life.